# Silencio eterno (escultura)
Silencio eterno, también conocido como el Monumento a Dexter Graves o la Estatua de la Muerte, es un monumento en el Cementerio Graceland de Chicago y presenta una escultura de bronce colocada sobre granito negro y con un telón de fondo. Fue creado por el escultor estadounidense Lorado Taft en 1909.

## Historia
El monumento conmemora a Dexter Graves, quien en 1831 lideró un grupo de trece familias de Ohio para establecerse en Chicago. Graves murió en 1844, 75 años antes de la creación de la estatua y 16 años antes de que se fundara el cementerio Graceland. Presuntamente, su cuerpo fue trasladado de su lugar de descanso original en el antiguo cementerio de la ciudad (el sitio actual de Lincoln Park). El testamento del hijo de Graves, Henry, quien murió en 1907, proporcionó  250 000 dólares en fondos para el monumento y otros  40 000 dólares destinados a conmemorar al caballo de carreras favorito de Henry, Ike Cook. El monumento a Cook debía estar junto a una fuente de agua potable para caballos en Washington Park. El monumento al caballo nunca se materializó, a pesar de la construcción de una maqueta; en cambio, en 1920, otra pieza de Taft, Fuente del tiempo, fue construida en su lugar y presenta una figura encapuchada similar a la de Silencio eterno.
El libro de 1946 de Ada Bartlett Taft, Lorado Taft; Sculptor and Citizen enumera Eternal Silence como una de las obras más importantes del artista. Las imágenes de Eternal Silence se han utilizado en otras obras de arte, incluidas las de Claes Oldenburg. Un cuento popular afirma que mirar a los ojos de la figura encapuchada de la estatua hace que el espectador tenga una visión de su propia muerte.

## Diseño

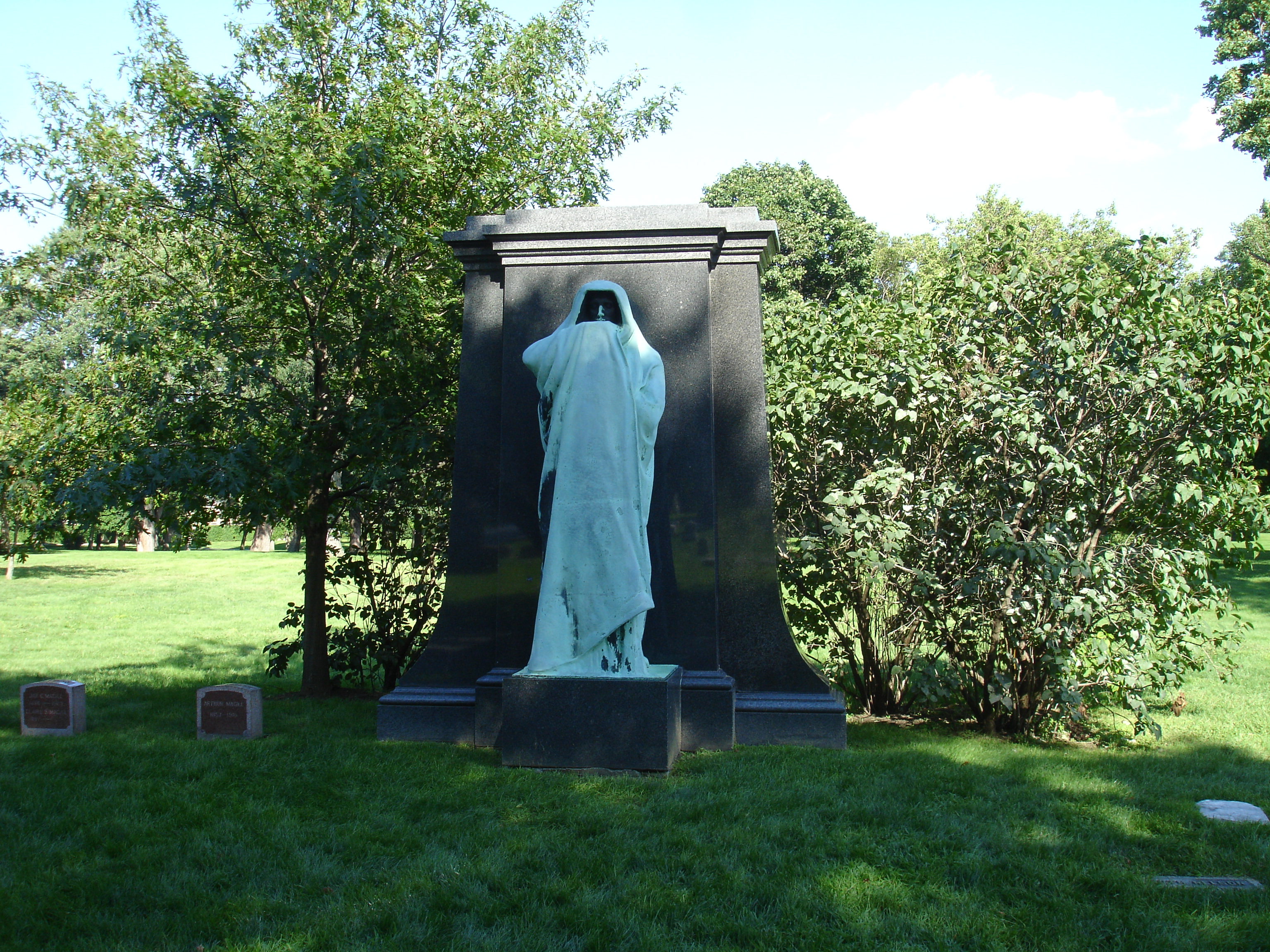
Figura de bronce con capucha

Eternal Silence ha sido llamado "inquietante", "sombrío", "aspecto sombrío", "misterioso", e "inquietante". La figura de bronce, basada en las representaciones tradicionales de Grim Reaper, está colocada sobre una base de granito negro y mide 10 pies (3 m) alto sobre esa base. El granito negro contrasta con la estatua de bronce, que está muy oxidada debido a su edad. El cementerio solía hacer brillar la estatua para devolverle su verdadera pátina de bronce, pero recibió muchas quejas y solicitudes para devolverla a su brillo verde más dramático; el cementerio ahora mantiene la estatua en su estado oxidado preferido. La figura encapuchada fue influenciada por las "ideas sobre la muerte y el silencio" del propio Taft. Históricamente hablando, la figura de Eternal Silence está relacionada con la procesión fúnebre esculpida alrededor de la Tumba de Philip the Bold en Dijon, Francia y el Adams Memorial de Augustus Saint-Gaudens en Washington D. C.. La estatua es considerada famosa y ha sido conocido como el monumento más "inolvidable" del cementerio de Graceland.  El monumento fue diseñado por Taft y moldeado por Jules Bercham. En su base, Taft inscribió el lado norte con su firma; el lado sur está inscrito con Am. Fundición de bronce artístico J. Bercham -Chicago-. El monumento se enmarca dentro del estilo Art Nouveau.